# Ngày Dịch vụ Công cộng Liên Hợp Quốc
Ngày Dịch vụ Công cộng Liên Hợp Quốc (tên chính thức: United Nations Public Service Day) được tổ chức vào ngày 23 tháng 6 hàng năm. Ngày Dịch vụ Công cộng Liên Hợp Quốc được khởi động theo nghị quyết A/RES/57/277 của Đại Hội đồng Liên Hợp Quốc năm 2003, nhằm "tôn vinh giá trị và phẩm chất của dịch vụ công dành cho cộng đồng". Hội đồng Kinh tế và Xã hội Liên Hợp Quốc đã tổ chức Giải thưởng Dịch vụ Công cộng Liên Hợp Quốc được trao vào ngày này vì những đóng góp cho sự nghiệp nâng cao vai trò, uy tín và khả năng đáp ứng của dịch vụ công.
Ngày này cũng đánh dấu ngày Tổ chức Lao động Quốc tế thông qua Công ước về Quan hệ lao động (Dịch vụ công) năm 1978 (Số 151) . Công ước này là khuôn khổ để xác định điều kiện làm việc của tất cả các công chức trên toàn thế giới.